# Pinkfong
Pinkfong (en coréen : 핑크퐁) est une marque sud-coréenne appartenant à The Pinkfong Company (anciennement connue sous le nom de Smart Study et Smart Books Media), une société sud-coréenne produisant du divertissement éducatif. Pinkfong crée principalement de chansons pour enfants, dont la plus célèbre est « Baby Shark ». La vidéo de danse associée à la chanson devient une vidéo YouTube virale, et est la plus vue de l'histoire de la plateforme avec 15 milliards de lectures enregistrées en 2024. Leur chaîne se compose de chansons, d'histoires et de danses représentées par un renard extraterrestre rose nommé Pinkfong.

## Histoire

### Création
Pinkfong est formé avec la création de The Pinkfong Company à leur siège de Séoul, en juin 2010 ; l'entreprise s'appelant alors SmartStudy. Il existe également des sièges sociaux supplémentaires à Los Angeles, aux États-Unis et à Shanghai, en Chine. L'accent est mis sur les enfants de 1 à 5 ans. En 2015, la société avait sorti 520 jeux mobiles tels que "Pinkfong Nursery Rhymes" ou "Pinkfong English". Elle a aussi créé plus de 4 000 chansons pour enfants.
Le nom Pinkfong est ensuite donné à la mascotte de la marque, un renard rose,.

### Chaîne Youtube
Pinkfong Baby Shark - Kids Songs & Stories (précédemment intitulé Pinkfong! Kids' Songs & Stories) est une chaîne YouTube pour enfants diffusant de chansons, des comptines et des histoires pour enfants. Les chansons et les histoires sont généralement d'une à deux minutes et peuvent être animées, en stopmotion ou avec des enfants acteurs. La longueur courte des vidéos est choisie pour viser un public sur téléphone portable sur YouTube et sur les applications mobiles éducatives de The Pinkfong Company.

### Séries télévisées

#### Baby Shark: L'Aventure sous l'eau
Baby Shark : L'Aventure sous l'eau est série télévisée inspirée de la chanson Baby Shark et diffusée à partir du 11 décembre 2020 aux États-Unis sur Nickelodeon et du 25 décembre 2020 en Corée du Sud sur EBS.

#### Pinkfong Wonderstar
Pinkfong Wonderstar est une série télévisée avec deux personnages animaux principaux nommés Pinkfong et Hogi. Les deux personnages animaux sont un renard extraterrestre et un hérisson qui vivent dans une ville nommée Wonderville. Elle est diffusée à partir de juin 2019 sur la chaîne de télévision coréenne KBS2 puis sur YouTube Originals[réf. à confirmer].

## Discographie

### Chansons
| Titre        | Année | Position atteinte | Position atteinte | Position atteinte | Position atteinte | Position atteinte | Position atteinte | Certifications                                                        | Album                                     |
| Titre        | Année | US                | CAN               | IRE               | SCO               | UK                | WW                | Certifications                                                        | Album                                     |
| ------------ | ----- | ----------------- | ----------------- | ----------------- | ----------------- | ----------------- | ----------------- | --------------------------------------------------------------------- | ----------------------------------------- |
| "Baby Shark" | 2015  | 32                | 39                | 22                | 12                | 6                 | 38                | - RIAA: 11× Platine - FIMI: Platine - ZPAV: Platine - BPI: 3× Platine | Pinkfong Presents: The Best of Baby Shark |